# Praia da Vitória

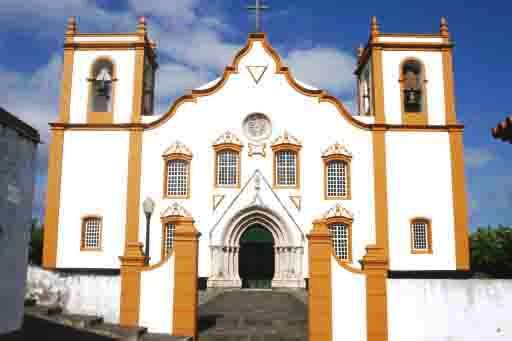
Praia da Vitória – katedra Santa Cruz.

Praia da Vitória – miasto na Azorach (region autonomiczny Portugalii) i siedziba gminy o tej samej nazwie, zajmującej północno-wschodnią część wyspy Terceira. Według danych spisu ludności (2011) miasto liczyło 6690 mieszkańców. Od czasów II wojny światowej mieści się tu amerykańska baza lotnicza i morska.

## Podział administracyjny gminy
Gmina ta dzieli się na 11 sołectw (ludność wg stanu na 2011 r.)
- Praia da Vitória (Santa Cruz) - 6690 osób
- Lajes - 3744 osoby
- Vila Nova - 1678 osób
- Fontinhas - 1594 osoby
- Agualva - 1432 osoby
- Biscoitos - 1424 osoby
- Fonte do Bastardo - 1278 osób
- São Brás - 1088 osób
- Porto Martins - 1001 osób
- Cabo da Praia - 712 osób
- Quatro Ribeiras - 394 osoby